# Campeonato Internacional
El Campeonato Internacional de snooker es uno de los 24 torneos oficiales del circuito mundial de este deporte. Se juega anualmente desde el año 2012 en diferentes ciudades chinas, las tres primeras ediciones en Chengdu y posteriormente en Daqing.

## Ediciones
| Año       | Ganador                                | Finalista                              | Marcador                               |
| --------- | -------------------------------------- | -------------------------------------- | -------------------------------------- |
| 2012      | Judd Trump                             | Neil Robertson                         | 10-8                                   |
| 2013      | Ding Junhui                            | Marco Fu                               | 10-9                                   |
| 2014      | Ricky Walden                           | Mark Allen                             | 10-7                                   |
| 2015      | John Higgins                           | David Gilbert                          | 10-5                                   |
| 2016      | Mark Selby                             | Ding Junhui                            | 10-1                                   |
| 2017      | Mark Selby                             | Mark Allen                             | 10-7                                   |
| 2018      | Mark Allen                             | Neil Robertson                         | 10-5                                   |
| 2019      | Judd Trump                             | Shaun Murphy                           | 10-3                                   |
| 2020-2022 | Canceladas por la pandemia de COVID-19 | Canceladas por la pandemia de COVID-19 | Canceladas por la pandemia de COVID-19 |
| 2023      | Zhang Anda                             | Tom Ford                               | 10-6                                   |
| 2024      | Ding Junhui                            | Chris Wakelin                          | 10-7                                   |